# 순환 전압전류법

그림 1. 전형적인 순환 전압전류도. 여기에서 와 는 각각 5mM Fe 산화·환원 반응쌍이 1M 질산 칼륨 용액 내 흑연 전극과 반응하는 가역 반응의 음극 및 양극 피크 전류 밀도를 나타낸다. 와 는 최대 반응 속도에 해당하는 전극 전위(Ag/AgCl 기준)를 나타낸다. 이상적인 가역(네른스트성) 반응의 경우 이론적인 피크 분리(E_{PA} - E_{PC})는 57mV이다.

전기화학에서 순환 전압전류법(영어: Cyclic voltammetry, CV)은 전압전류 측정의 한 종류로, 작업 전극의 전극 전위가 시간에 대해 선형적으로 변화한다. 선형 주사 전위법과 달리, 순환 전압전류법 실험에서는 설정된 전위에 도달한 후 작업 전극의 전위가 초기 전위로 돌아오기 위해 반대 방향으로 변화한다. 이러한 전위 주기는 전압전류 곡선이 순환 정상 상태에 도달할 때까지 반복된다. 작업 전극의 전류는 작업 전극의 전압에 대해 그려져 순환 전압전류도를 생성한다(그림 1 참조). 순환 전압전류법은 일반적으로 용액 내 분석물의 전기화학적 특성을 연구하거나 또는 전극에 흡착된 분자의 전기화학적 특성을 연구하고 전기화학 전지 내 촉매의 전기화학적 표면적을 정량화하는 데 사용된다.

## 실험 방법
순환 전압전류법(CV)에서는 전극 전위가 순환 단계에서 시간에 따라 선형적으로 변화한다. 각 단계에서 시간에 따른 전압 변화율을 주사 속도(V/s)라고 한다. 표준 3전극 전지에서 전위는 작업 전극과 기준 전극 사이에 측정되며, 전류는 작업 전극과 대향 전극 사이에 측정된다. 이 데이터는 전류 밀도(j, mA/cm2) 대 전위(일반적으로 옴/iR 강하 보정) (E, V)로 그려진다. t0에서 t1까지의 초기 순방향 주사 동안 점점 더 산화적인(양의) 전위가 인가되고, 이 기간 동안 전기 이중층의 충전으로 인해 양극(양의) 전류가 증가한다. t0와 t1 사이에 관찰되는 양극(양의) 전류의 스파이크는 올바른 전위에 도달했을 때 용액 내 분석물의 산화 때문이다. 초기 스파이크 후 전류는 물질 이동 제한으로 인해 작업 전극 표면 근처의 산화성 분석물 농도가 고갈됨에 따라 감소한다. 산화·환원 쌍이 가역적이라면, 역방향 주사(t1에서 t2까지) 동안 산화된 분석물이 다시 환원되기 시작하여 반대 극성의 음극 전류가 발생한다. 산화·환원 쌍이 더 가역적일수록 산화 피크는 환원 피크와 모양이 더 유사해진다. 따라서 CV 데이터는 산화·환원 전위 및 전기화학 반응 속도에 대한 정보를 제공할 수 있다.
예를 들어, 작업 전극 표면에서의 전자전달이 빠르고 전류가 전극 표면으로의 분석물 종의 확산에 의해 제한되는 경우, 피크 전류는 주사 속도의 제곱근에 비례한다. 이 관계는 랜드레스-세브식 방정식으로 설명된다. 이 경우 CV 실험은 용액의 작은 부분, 즉 전극 표면의 확산층만을 샘플링한다.

## 특징
순환 전압전류법의 유용성은 연구되는 분석물에 크게 의존한다. 분석물은 주사될 전위 창 내에서 산화·환원 활성이 있어야 한다.

### 분석물이 용액에 있는 경우

#### 가역성 반응쌍

용액에서 자유롭게 확산하는 단일 전자, 가역적 산화·환원 쌍에 대한 시간 대 전위, 시간 대 전류 및 전압전류도(전류 대 전위). 전류 밀도는 0.446 F C sqrt(D F nu / R T)로 정규화된다. 환원 전류는 음수로 계산된다.

종종 분석물은 가역적 CV 파형(그림 1에 묘사된 것과 같은)을 나타내며, 이는 순방향 및 역방향 주사 주기 후 초기 분석물이 모두 회수될 때 관찰된다. 이러한 가역적 반응쌍은 분석하기 더 간단하지만, 더 복잡한 파형보다 적은 정보를 포함한다.
가역적 반응쌍의 파형조차도 편극화와 확산의 복합적인 영향으로 인해 복잡하다. 두 피크 전위(Ep) 사이의 차이, ΔEp는 특히 중요하다.
ΔEp = Epa - Epc > 0
이 차이는 주로 분석물 확산 속도의 영향으로 발생한다. 이상적인 1e- 가역 반응쌍(즉, 네른스트성)의 경우 ΔEp는 57mV이고 순방향 주사 피크의 반치폭은 59mV이다. 실험적으로 관찰되는 일반적인 값은 더 크며, 종종 70 또는 80mV에 이른다. 파형은 또한 전자전달 속도에 의해 영향을 받으며, 일반적으로 전자전달의 활성화 장벽으로 논의된다. 편극화 과전압의 이론적 설명은 부분적으로 버틀러-볼머 방정식과 코트렐 방정식에 의해 설명된다. 이상적인 시스템에서 관계는 n 전자 과정에 대해 {\displaystyle E_{pa}-E_{pc}={\frac {56.5{\text{ mV}}}{n}}}로 감소한다.
전류에 초점을 맞추면 가역적 반응쌍은 ipa/ipc = 1로 특징지어진다.

위에서 언급된 5mM Fe 분석물과 1M 전해질의 흑연 전극에 대한 주사 속도 함수로 및 로 표현된 최대 양극 및 음극 피크 전류. 점선은 거듭제곱 맞춤에서 로 맞춘 것이다. 데이터는 GitHub에 있다.

가역적 피크가 관찰될 때, 반쪽 전지 전위 E01/2 형태의 열역학적 정보를 결정할 수 있다. 파형이 준가역적(ipa/ipc가 1에 가깝지만 같지 않은 경우)일 때, 더 구체적인 정보를 결정할 수 있다(참조 전기화학 반응 메커니즘).
산화 및 환원의 전류 최댓값 자체는 주사 속도에 따라 달라진다(그림 참조).
전기화학 반응 메커니즘의 특성을 연구하기 위해서는 다음 식에 따른 거듭제곱 맞춤을 수행하는 것이 유용하다.
{\displaystyle j_{max}^{\;ox,read}=j_{0}+A\cdot {\bigg (}{\frac {scan\,rate}{mV/s}}{\bigg )}^{x}}
그림에서 {\displaystyle x=0.5}로 맞춘 결과는 {\displaystyle \mathrm {j_{0}<A} }가 추가로 충족될 때 피크 전류가 주사 속도의 제곱근에 비례함을 보여준다.
이는 이른바 랜드레스-세브식 방정식으로 이어지며, 이 전기화학 산화·환원 반응의 속도 결정 단계는 확산으로 할당될 수 있다.

#### 비가역성 반응쌍
CV에서 관찰되는 많은 산화·환원 과정은 준가역적 또는 비가역적이다. 이러한 경우 열역학적 전위 E01/2는 종종 시뮬레이션을 통해 추론된다. 비가역성은 ipa/ipc ≠ 1로 표시된다. 1에서 벗어나는 것은 전자 전달에 의해 유발되는 후속 화학 반응에 기인한다. 이러한 EC 과정은 이성질화, 해리, 결합 등을 포함하여 복잡할 수 있다.

### 분석물이 전극 표면에 흡착된 경우
흡착된 종은 간단한 전압전류 응답을 나타낸다. 이상적으로는 느린 주사 속도에서 피크 분리가 없고, 1전자 산화·환원 쌍의 피크 폭은 90mV이며, 피크 전류와 피크 면적은 주사 속도에 비례한다(피크 전류가 주사 속도에 비례한다는 것은 피크를 생성하는 산화·환원 종이 실제로 고정되어 있음을 증명한다). 주사 속도를 높이는 효과는 계면 전자 전달 속도 및 결합된 반응 속도를 측정하는 데 사용될 수 있다. 이 기술은 일부가 다양한 전극 재료에 쉽게 흡착되는 산화·환원 단백질을 연구하는 데 유용했지만, 생물학적 및 비생물학적 산화·환원 분자에 대한 이론은 동일하다(단백질 필름 전압전류법 페이지 참조).

## 실험 설정
CV 실험은 전극이 장착된 전해 전지 내 용액에서 수행된다. 용액은 전해질과 연구 대상 종이 용해된 용매로 구성된다.

### 전지
표준 CV 실험은 세 가지 전극이 장착된 전지를 사용한다: 기준 전극, 작업 전극, 그리고 대향 전극. 이 조합은 때때로 삼전극 설정이라고 불린다. 일반적으로 충분한 전도도를 보장하기 위해 전해질이 시료 용액에 추가된다. 용매, 전해질 및 작업 전극의 재료 구성은 실험 중에 접근할 수 있는 전위 범위를 결정한다.
전극은 순환 전압전류법 동안 움직이지 않으며 교반되지 않은 용액에 놓여 있다. 이 "정지" 용액 방법은 순환 전압전류법의 특징적인 확산 제어 피크를 발생시킨다. 이 방법은 또한 환원 또는 산화 후 분석물의 일부가 남아 추가적인 산화·환원 활성을 나타낼 수 있도록 한다. 각 새로운 실험에 대해 전극 표면에 신선한 분석물을 공급하기 위해 순환 전압전류법 추적 사이에 용액을 교반하는 것이 중요하다. 분석물의 용해도는 전체 전하에 따라 크게 변할 수 있다. 따라서 환원되거나 산화된 분석물 종이 전극에 침전되는 것이 일반적이다. 이러한 분석물 층은 전극 표면을 절연하거나, 후속 주사에서 자체 산화·환원 활성을 나타내거나, CV 측정에 영향을 미치는 방식으로 전극 표면을 변경할 수 있다. 이러한 이유로 주사 사이에 전극을 청소하는 것이 종종 필요하다.
작업 전극의 일반적인 재료로는 유리 탄소, 백금, 금이 있다. 이 전극들은 일반적으로 한쪽 끝에 디스크가 노출된 불활성 절연체 막대에 싸여 있다. 일반적인 작업 전극은 반지름이 1mm 정도이다. 제어된 표면적과 잘 정의된 모양을 갖는 것은 순환 전압전류법 결과를 해석하는 데 필요하다.
매우 빠른 주사 속도로 순환 전압전류법 실험을 수행하려면 일반적인 작업 전극으로는 불충분하다. 빠른 주사 속도는 큰 전류와 증가된 저항을 가진 피크를 생성하여 왜곡을 초래한다. 초미세 전극을 사용하여 전류와 저항을 최소화할 수 있다.
보조 전극 또는 두 번째 전극이라고도 하는 대향 전극은 전류를 쉽게 전도하고, 벌크 용액과 반응하지 않으며, 작업 전극보다 훨씬 큰 표면적을 가진 모든 재료가 될 수 있다. 일반적인 선택은 백금 및 흑연이다. 대향 전극 표면에서 발생하는 반응은 전류를 잘 전도하는 한 중요하지 않다. 관찰된 전류를 유지하기 위해 대향 전극은 종종 용매 또는 벌크 전해질을 산화시키거나 환원시킨다.

### 용매
CV는 다양한 용액을 사용하여 수행될 수 있다. 순환 전압전류법을 위한 용매 선택은 여러 요구 사항을 고려한다. 용매는 분석물과 고농도의 지지 전해질을 용해해야 한다. 또한 작업 전극에 대해 실험의 전위 창 내에서 안정해야 한다. 분석물 또는 지지 전해질과 반응해서는 안 된다. 간섭을 방지하기 위해 순수해야 한다.

### 전해질
전해질은 좋은 전기 전도도를 보장하고 iR 강하를 최소화하여 기록된 전위가 실제 전위에 해당하도록 한다. 수용액의 경우 많은 전해질을 사용할 수 있지만, 일반적인 것은 과염소산염 및 질산염의 알칼리 금속 염이다. 비수용성 용매에서는 전해질의 범위가 더 제한적이며, 테트라뷰틸암모늄 헥사플루오로포스페이트가 인기 있는 선택이다.

## 관련 전위차 측정 기술
저진폭 AC 교란을 전위 변화에 추가하고 단일 주파수(AC 전압전류법) 또는 여러 주파수에서 동시에 가변 응답을 측정하는 전위 동적 기술도 존재한다(전위 동적 전기화학 임피던스 분광법). 교류에서의 응답은 진폭과 위상으로 특징지어지는 2차원이다. 이 데이터는 다양한 화학적 과정(전하 전달, 확산, 이중층 충전 등)에 대한 정보를 결정하는 데 분석될 수 있다. 주파수 응답 분석은 전기화학 시스템의 전위 동적 AC 응답에 기여하는 다양한 과정을 동시에 모니터링할 수 있도록 한다.
순환 전압전류법은 유체역학적 전압전류법이 아니지만, 유용한 전기화학적 방법이다. 이러한 경우, 용액을 교반하거나, 용액을 펌핑하거나, 회전 원반 전극 및 회전 고리-원반 전극의 경우와 같이 전극을 회전시켜 전극 표면에서 흐름이 발생한다. 이러한 기술은 정상 상태 조건을 목표로 하며, 양의 또는 음의 방향으로 주사할 때 동일하게 나타나는 파형을 생성하므로 선형 주사 전압전류법으로 제한된다.

## 응용 분야
순환 전압전류법(CV)은 화학의 여러 분야에서 중요하고 널리 사용되는 전기분석 기술이 되었다. 이는 다양한 산화·환원 과정을 연구하고, 반응 생성물의 안정성, 산화·환원 반응에서의 중간체 존재 여부, 전자 전달 동역학, 및 반응의 가역성을 결정하는 데 자주 사용된다. 이는 박막의 전기화학 증착 또는 전기화학 증착을 위한 전해질에 존재하는 이온의 적절한 환원 전위 범위를 결정하는 데 사용될 수 있다. CV는 또한 시스템의 전자 화학량론, 분석물의 확산 계수, 그리고 분석물의 형식 환원 전위를 결정하는 데 사용될 수 있으며, 이는 식별 도구로 사용될 수 있다. 또한 가역적, 네른스트성 시스템에서 농도가 전류에 비례하므로, 전류 대 농도의 보정 곡선을 생성하여 미지 용액의 농도를 결정할 수 있다.
세포 생물학에서는 살아있는 유기체의 농도를 측정하는 데 사용된다. 유기금속화학에서는 산화·환원 메커니즘을 평가하는 데 사용된다.

## 항산화 능력 측정
순환 전압전류법은 식품은 물론 피부의 항산화 능력을 측정하는 데 사용될 수 있다. 다른 분자들이 환원제로 작용하여 산화되는 것을 막는 저분자량 항산화 물질은 라디칼을 생성하는 산화 반응으로 인한 세포 손상 또는 사망을 억제하기 때문에 살아있는 세포에서 중요하다. 항산화 물질의 예로는 플라보노이드가 있으며, 이는 수산기가 많을수록 항산화 활성이 크게 증가한다. 항산화 능력을 결정하는 전통적인 방법은 번거로운 단계를 포함하기 때문에 실험 속도를 높이는 기술이 지속적으로 연구되고 있다. 그러한 기술 중 하나는 순환 전압전류법인데, 이는 각 구성 요소의 항산화 능력을 측정할 필요 없이 복잡한 시스템에서 산화·환원 거동을 빠르게 측정하여 항산화 능력을 측정할 수 있기 때문이다. 또한, 항산화 물질은 비활성 전극에서 빠르게 산화되므로 반파 전위를 활용하여 항산화 능력을 결정할 수 있다. 순환 전압전류법을 활용할 때는 항상 분광광도법 또는 고성능 액체 크로마토그래피 (HPLC)와 비교된다는 점에 유의하는 것이 중요하다. 이 기술의 응용은 식품 화학까지 확장되어 레드 와인, 초콜릿, 홉의 항산화 활성을 결정하는 데 사용된다. 또한 의학 분야에서도 피부의 항산화 물질을 결정하는 데 사용될 수 있다.

### 기술 평가
평가 중인 기술은 전자 혀 (ET)에 결합된 전압전류 센서를 사용하여 레드 와인의 항산화 능력을 관찰한다. 이 전자 혀(ET)는 특정 화합물에 고유한 반응을 보이는 전압전류 센서와 같은 여러 감지 장치로 구성된다. 이 접근 방식은 복잡성이 높은 샘플을 높은 교차 선택성으로 분석할 수 있으므로 최적이다. 따라서 센서는 pH와 항산화 물질에 민감할 수 있다. 평소와 같이 전지 내 전압은 작업 전극과 기준 전극(은/염화은 전극)을 사용하여 모니터링되었다. 또한, 백금 대향 전극은 실험 동안 전류가 계속 흐르도록 한다. 탄소 페이스트 전극(CPE) 센서와 흑연-에폭시 복합체(GEC) 전극은 와인을 주사하기 전에 염수에 테스트되어 기준 신호를 얻을 수 있다. 그런 다음 와인은 CPE로 한 번, GEC로 한 번 주사할 준비가 된다. 순환 전압전류법은 와인 샘플을 사용하여 전류를 성공적으로 생성하는 데 사용되었지만, 신호는 복잡했으며 추가 추출 단계가 필요했다. ET 방법이 와인의 항산화 능력을 성공적으로 분석할 수 있었고, 이는 TEAC, 폴린-시오칼퇴, I280 지수와 같은 전통적인 방법과 일치한다는 것이 밝혀졌다. 또한 시간이 단축되었고, 샘플을 전처리할 필요가 없었으며, 다른 시약이 불필요하여 전통적인 방법의 인기가 감소했다. 따라서 순환 전압전류법은 항산화 능력을 성공적으로 결정하고 이전 결과를 개선하기도 한다.

### 초콜릿과 홉의 항산화 능력
코코아 가루, 다크 초콜릿, 밀크 초콜릿의 페놀계 항산화 물질은 순환 전압전류법을 통해 결정할 수도 있다. 이를 위해 양극 피크를 계산하고 분석하는데, 첫 번째와 세 번째 양극 피크는 플라보노이드의 첫 번째와 두 번째 산화에 할당될 수 있고, 두 번째 양극 피크는 페놀산을 나타낸다는 사실을 바탕으로 한다. 순환 전압전류법으로 생성된 그래프를 사용하여 세 가지 샘플 각각에서 총 페놀 및 플라보노이드 함량을 추론할 수 있다. 코코아 가루와 다크 초콜릿은 총 페놀 및 플라보노이드 함량이 높기 때문에 항산화 능력이 가장 높았다. 밀크 초콜릿은 페놀 및 플라보노이드 함량이 가장 낮았기 때문에 항산화 능력이 가장 낮았다. 순환 전압전류법 양극 피크를 사용하여 항산화 함량을 제공했지만, 코코아 가루, 다크 초콜릿, 밀크 초콜릿의 카테킨과 프로시아니딘의 순도를 결정하기 위해서는 HPLC를 사용해야 한다.
맥주 제조에 사용되는 꽃인 홉은 플라보노이드와 기타 폴리페놀 화합물의 존재로 인해 항산화 특성을 가지고 있다. 이 순환 전압전류법 실험에서 작업 전극 전압은 페리시늄/페로센 기준 전극을 사용하여 결정되었다. 서로 다른 홉 추출물 샘플을 비교한 결과, 더 낮은 양의 전위에서 산화된 폴리페놀을 포함하는 샘플이 더 나은 항산화 능력을 가졌다.

## 같이 보기
- 전류-전압 특성
- 전기분석법
- 고속 주사 순환 전압전류법
- 랜드레스-세브식 방정식
- 전압전류법
- 전기화학적 표면적
- CO 스트리핑

## 더 읽어보기
- Bard, Allen J.; Larry R. Faulkner (2000년 12월 18일). 《Electrochemical Methods: Fundamentals and Applications》 2판. Wiley. ISBN 978-0-471-04372-0.
- Zoski, Cynthia G. (2007년 2월 7일). 《Handbook of Electrochemistry》. Elsevier Science. ISBN 978-0-444-51958-0.
- Kissinger, Peter; William R. Heineman (1996년 1월 23일). 《Laboratory Techniques in Electroanalytical Chemistry, Second Edition, Revised and Expanded》 2판. CRC. ISBN 978-0-8247-9445-3.
- Gosser, David K. (1993년 9월 20일). 《Cyclic Voltammetry Simulation and Analysis of Reaction Mechanisms》. VCH. ISBN 978-1-56081-026-1.
- Compton, Richard D.; Craig E. Banks (2010년 11월 15일). 《Understanding Voltammetry》 2판. Imperial College Press. ISBN 978-1848165854.